# Tinchy Stryder
Tinchy Stryder er et af de nyere skud på stammen af engelske grime-MC's. 
Han var i 2009 aktuel med singlen "Never Leave You", hvor han har fået besøg af Amelle Berrabah fra pigegruppen Sugababes. Nummeret toppede hurtigt den engelske singlehitliste og stammer fra albummet Catch 22, der kom på gaden i England den 17. august 2009.
Tinchy Stryder har tidligere hittet med singlen "Number 1", der var et samarbejde med hiphop-gruppen N-Dubz, og han har desuden haft succes med singlen "Take Me Back" feat. Taio Cruz. Sidstnævnte har i øvrigt skrevet nyeste singleudspil "Never Leave You".
Tinchy Stryder udsendte i 2007 debutalbummet Star In The Hood og har desuden været gæstesolist hos bl.a. Craig David og Gang Gang Dance.

## Studiealbum
- Star in the Hood (2007)
- Catch 22 (2009)
- Third Strike (2010)
- 360º / The Cloud 9 LP (2016)